# Christian Rostgaard von der Maase
Christian Rostgaard von der Maase (2. april 1831 – 23. december 1899 i København) var en dansk officer og hofembedsmand, bror til Frederik Christian Rostgaard von der Maase.

## Biografi
Han var søn af hofchef Frederik Herman Rostgaard von der Maase og Maren Olivia født Colbiørnsen, blev kavaleriofficer, kammerherre og generalmajor, overstaldmester og chef for Den Kongelige Staldetat og ordensmarskal i Ordenskapitlet. Han var Kommandør af 1. grad af Dannebrog og Dannebrogsmand.
3. december 1872 ægtede han på Rosendal Caroline Amalie komtesse Holck-Winterfeldt (28. september 1842 på Grevensvænge – 26. december 1914).